# 小行星10100
小行星10100（10100 Bürgel）是一颗绕太阳运转的小行星，为主小行星带小行星。该小行星于1991年12月10日发现。

## 轨道参数
小行星10100的轨道半长轴为2.4129112 UA，离心率为0.178。